# Torgu
Torgu (Estisch: Torgu vald) was een gemeente in de Estlandse provincie Saaremaa. De gemeente telde 334 inwoners (1 januari 2017) en had een oppervlakte van 126,7 km². De hoofdplaats was Iide. De gemeente was genoemd naar een landgoed en dorp Torgu, die vroeger centraal in de gemeente lagen. Landgoed en dorp zijn in 1853 opgeheven.
In oktober 2017 ging de gemeente op in de fusiegemeente Saaremaa.
De gemeente besloeg de zuidkant van het schiereiland Sõrve. Op het zuidelijke uiteinde van het schiereiland staat de vuurtoren van Sõrve.

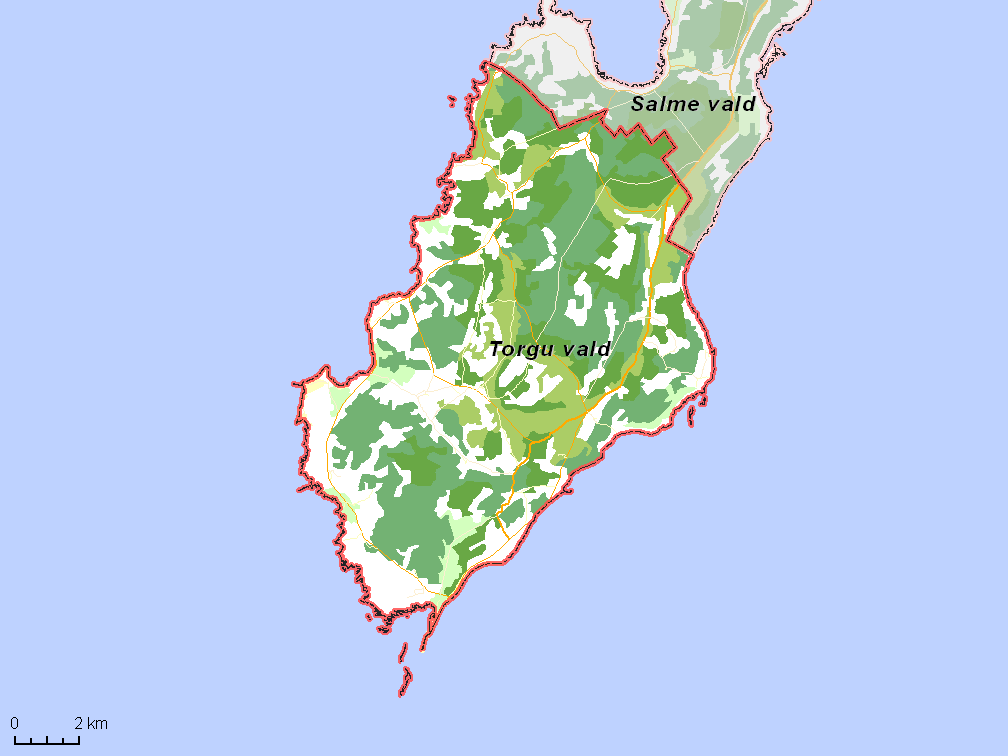
De gemeente met omliggende gemeenten, situatie begin 2017